# Anicuns
Anicuns là một đô thị thuộc bang Goiás, Brasil. Đô thị này có diện tích 961,608 km², dân số năm 2007 là 19159 người, mật độ 19,9 người/km².